# Charuta
Charuta (ros. Харута) – osiedle w Rosji, w Nienieckim Okręgu Autonomiczmym (podległym obwodowi archangielskiemu), w rejonie zapolarnym. W 2010 liczyło 538 mieszkańców.